# ديتر فوكس
ديتر فوكس (بالألمانية: Dieter Fox)‏ هو عالم حاسوب ألماني، ولد في 1966.